# Patrícia Araújo
Patrícia Araújo (Rio de Janeiro, 11 de março de 1982 - Rio de Janeiro, 4 de julho de 2019) foi uma atriz e modelo transexual brasileira. Patrícia também foi atriz pornográfica.

## Biografia
Patrícia nasceu na Ilha do Governador, no Rio de Janeiro, em uma família de classe média-baixa. Aos doze anos, beijou um colega de classe, chamado André, dentro da escola pública onde estudava. Esse fato gerou boatos que chegaram a diretoria da escola, e Patrícia passou a ser perseguida pela orientadora. Achando que a intenção da funcionária era apenas lhe ajudar, confessou que era homossexual. Resultado: foi expulsa da escola, ainda na sétima série, em 1997.[carece de fontes?]
Após o incidente, Patrícia confessou aos pais (o segurança Severino Araújo, e a dona-de-casa Terezinha Araújo, ambos evangélicos) que se enxergava como mulher, que não se via como homem e que sentia atração por rapazes. Seu irmão mais velho, cujo nome ela não divulgou, exigia que ela fosse expulsa também de casa, mas seus pais a apoiaram.[carece de fontes?]
Patrícia passou a se vestir como mulher, e orientada por uma travesti que morava perto de sua casa, passou a tomar hormônios para se transformar. Aos quinze anos de idade, se casou com um homem vinte anos mais velho e foi morar em São Paulo. O relacionamento durou quatro anos e logo após seu término, Patrícia voltou para o Rio de Janeiro para fazer supletivo e concluir o ensino médio. Não encontrou trabalho e passou a se prostituir, primeiro no Brasil e posteriormente na Itália, usando o nome de Patricia Chantily.
Patrícia foi destaque do Fashion Rio, em 2009. Também fez trabalhos como atriz na minissérie A Lei e o Crime e na novela Luz do Sol, ambas da Rede Record, além da novela Salve Jorge, da Rede Globo, em 2012. Posou, juntamente com a modelo Pamela Sanches, para a revista A Gata da Hora, em abril de 2009.

## Morte
A modelo Patrícia Araújo morreu aos 37 anos na cidade do Rio de Janeiro. Ela passou dez dias internada e morreu de overdose.

## Filmografia

### Televisão
- Luz do Sol (2007)
- A Lei e o Crime (2009)
- Salve Jorge (2012)
- Amor à Vida (2013)[8]

### Cinema
- O Vendedor de Passados (2015)

### Adulta
- Rogue Adventures 5 (1999)
- Hidden Secrets (2002)
- Shemale Yum Takes On Brazilian Transsexuals 3 (2002)
- Gia Darling's Shemale Slumber Party (2003)
- Big-Ass She-Male All-Stars (2003)
- She-Male Slumber Party (2003)
- Trans X 2 (2003)
- 33 She Male 3-Ways (2010)
- Shemales from Hell (2010)
- Monsters Of She Male Cock 27 (2012)
- Transsexual Teens 10 (2013)
- Don't Tell My Parents I'm A Tranny 13 (2016)